# Geert Omloop
Geert Omloop (Herentals, 12 febbraio 1974) è un dirigente sportivo e pistard belga figlio del corridore Marcel Omloop, e cugino di Wim Oploom.

## Carriera
È diventato campione nazionale belga di corsa su strada nel 2003, ma ha perso il titolo nel 2004 quando è arrivato secondo. Nel 2007 ha vinto la Gullegem Koerse.

## Palmarès

### Strada
- 1999
- Omloop van het Waasland
- 2001

GP Rudy Dhaenens
Omloop van het Houtland
- 2002
- Nationale Sluitingprijs
- 2003

Campionati begli di ciclismo su strada
Omloop van het Houtland
Omloop van het Waasland
- 2004

GP Rudy Dhaenens
- 2007

Gullegem Koerse